# Unsworth
Unsworth – dzielnica miasta Bury, w Anglii, w hrabstwie Wielki Manchester, w dystrykcie Bury. Leży 3,8 km od centrum miasta Bury, 9 km od miasta Manchester i 271,7 km od Londynu. W 2011 roku dzielnica liczyła 9492 mieszkańców.